# Bring 'Em In
Bring 'Em In (Уведи их унутра) је први студијски албум шведске рок групе Мандо диао. У Шведској и Европи објављен је 2002, а у Сједињеним Америчким Државама и другим деловима света 2003. године. Издању албума у Јапану додато је и неколико бонус песама. Група је такође 2005. објавила специјално издање Bring 'Em In, које је укључивало и неке њихове ране снимке. Албум је достигао пето место на листи албума у Шведској, као и злати тираж у Шведској и Јапану.

## Информације о албуму
Мандо диао, основани 1995. године, почели су да наступају у клубовима у њиховом родном граду Борленгеу 1999. Један локални колумниста описао их је као „најбољи бенд без уговора који је он икада видео“. Ускоро је група потписала свој први уговор са издавачком кућом ЕМИ. Све песме на албуму написали су певачи и гитаристе групе Бјорн Диксгорд и Густав Норјен. Bring 'Em In објављен је 2002. године, и постигао велики успех у Скандинавији и Јапану. Албум је достигао пето место на листи најбољих албума у Шведској, а Мандо диао су похваљени од стране многих критичара као један од најбољих нових бендова данашњице. Такође су их поредили са успешним бендовима попут Вајт страјпс и Оејзис. Након успешног концерта у Јапану 2003, након ког је Мандо диао проглашен најпопуларнијим иностраним бендом у Јапану, Данијел Хаглунд је напустио бенд.

## Листа песама

### Стандардно издање
| #   | Назив | Превод назива      | Трајање |
| 1.  | „“    | Овчарски пас       | 03:35   |
| 2.  | „“    | Слатка вожња       | 02:05   |
| 3.  | „“    | Крв Мотауна        | 02:02   |
| 4.  | „“    | Господин Месец     | 03:29   |
| 5.  | „“    | Бенд               | 03:19   |
| 6.  | „“    | За Кину с љубављу  | 05:02   |
| 7.  | „“    | Парализован        | 04:09   |
| 8.  | „“    | П. У. С. А.        | 02:38   |
| 9.  | „“    | Мали дечак јуниор  | 02:55   |
| 10. | „“    | Дама               | 02:32   |
| 11. | „“    | Уведи их унутра    | 02:13   |
| 12. | „“    | Лоренина катедрала | 04:01   |

### Јапанско издање
1. "" (Чи га)
Између "" и ""
2. "" (Слика свих њих)
3. "" (Она је тако)
Између "" и ""

### Специјално издање из (2005)
1. "" (Возећи се около)
2. "" (И ја не знам)
3. "" (Како ходамо)
4. "" (акустична верзија)
5. "" (уживо)
6. "" (алтернативна верзија)
7. "" (демо)
8. "" (демо)
9. "" (демо)
10. "" (Следећи за понижавање)
11. "" (Застој)
12. "" (демо)
13. "" (Тужно слатка Мери)
14. "" (Патња, бол и штета)
15. "" (Главна девојка)
16. "" (Бели зид)

## Позиције на листама и сертификације
| Држава  | Позиција |
| Шведска | 5        |

| Држава  | Сертификација |
| Шведска | Златни тираж  |
| Јапан   | Златни тираж  |

## Синглови ииздања
Група је издала неколико синглова у Шведској, „Motown Blood“, „The Band“, „Sheepdog“ и „Paralyzed“. На међународном тржишту су као синглови објављени су само „Sheepdog“ и „Paralyzed“. Мандо диао су 2002. у Шведској објавили „Motown Blood EP“, што је било њихово прво објављено издање. Насловна нумера, „Little Boy Jr“ и „Lady“ су се касније појавили на првом албуму групе, док се песма „A Picture Of Them All“ појавила на јапанском издању албума и Б–страни шведској EP издања „Paralyzed“. „Mr Moon“ је први сингл који је група објавила, и достигао је 37. место на листи у Шведској.
Песма „The Band“ написана је као приказ свађе између два певача групе. Написана је након што је певач, гитариста и композитор групе Густав Норјен желео да напусти бенд и одсели се из њиховог родног града Борленгеа. Други певач групе Бјорн Диксгорд је након њихове свађе написао Норјену рефрен песме како би оправдао своје аргументе. Норјен се, чувши Диксгордову песму, вратио у бенд. Након помирења, Норјен је написао остатак песме. „The Band“ је 2002. објављен као сингл, а његова Б–страна „Driving Around“, касније се нашла на EP издању „Paralyzed“.
„Paralyzed EP“ објављен је 2003. године, а на њему се нашла песма „Paralyzed“ и Б–стране раније објављених синглова групе. На верзији овог издања за Сједињене Америчке Државе нашли су се и снимци три уживо изведене песме и неколико бонус песама, док су две Б–стране са оригиналног издања избачене. На верзији издања за Уједињено Краљевство избачене су све Б–стране и додате две песме са албума Bring 'Em In.
| Година | Назив      | Позиција | Позиција | Позиција | Позиција | Позиција | Позиција | Позиција | Позиција |
| Година | Назив      | [ 7 ]    | [ 8 ]    | [ 9 ]    | [ 10 ]   | [ 11 ]   | Грчка    | [ 12 ]   | [ 13 ]   |
| ------ | ---------- | -------- | -------- | -------- | -------- | -------- | -------- | -------- | -------- |
| 2002   | „Mr. Moon“ | 33       | –        | –        | –        | –        | –        | –        | –        |
| 2002   | „The Band“ | 52       | –        | –        | –        | –        | –        | –        | –        |
| 2003   | „Sheepdog“ | –        | –        | –        | –        | –        | –        | –        | –        |

| Година | Назив             | Позиција | Позиција | Позиција | Позиција | Позиција | Позиција | Позиција | Позиција |
| Година | Назив             | [ 7 ]    | [ 8 ]    | [ 9 ]    | [ 10 ]   | [ 11 ]   | Грчка    | [ 12 ]   | [ 14 ]   |
| ------ | ----------------- | -------- | -------- | -------- | -------- | -------- | -------- | -------- | -------- |
| 2002   | „Motown Blood EP“ | 37       | –        | –        | –        | –        | –        | –        | –        |
| 2002   | „Paralyzed EP“    | –        | –        | –        | –        | –        | –        | –        | 140      |